# NGC 7716
NGC 7716 ist eine Balken-Spiralgalaxie vom Hubble-Typ SBb im Sternbild Fische auf der Ekliptik. Sie ist schätzungsweise 121 Millionen Lichtjahre von der Milchstraße entfernt und hat einen Durchmesser von etwa 75.000 Lj.
Das Objekt wurde am 6. September 1831 von dem britischen Astronomen John Herschel mit seinem 18,7 Zoll-Spiegelteleskop entdeckt und später von Johan Dreyer in seinen New General Catalogue aufgenommen.

## NGC 7716-Gruppe (LGG 479)
| Galaxie   | Alternativname | Entfernung/Mio. Lj |
| --------- | -------------- | ------------------ |
| NGC 7716  | PGC 71883      | 121                |
| NGC 7714  | PGC 71868      | 130                |
| NGC 7715  | PGC 71878      | 129                |
| PGC 71837 | UGC 12690      | 122                |
| PGC 71926 | UGC 12709      | 125                |